# サキュバス

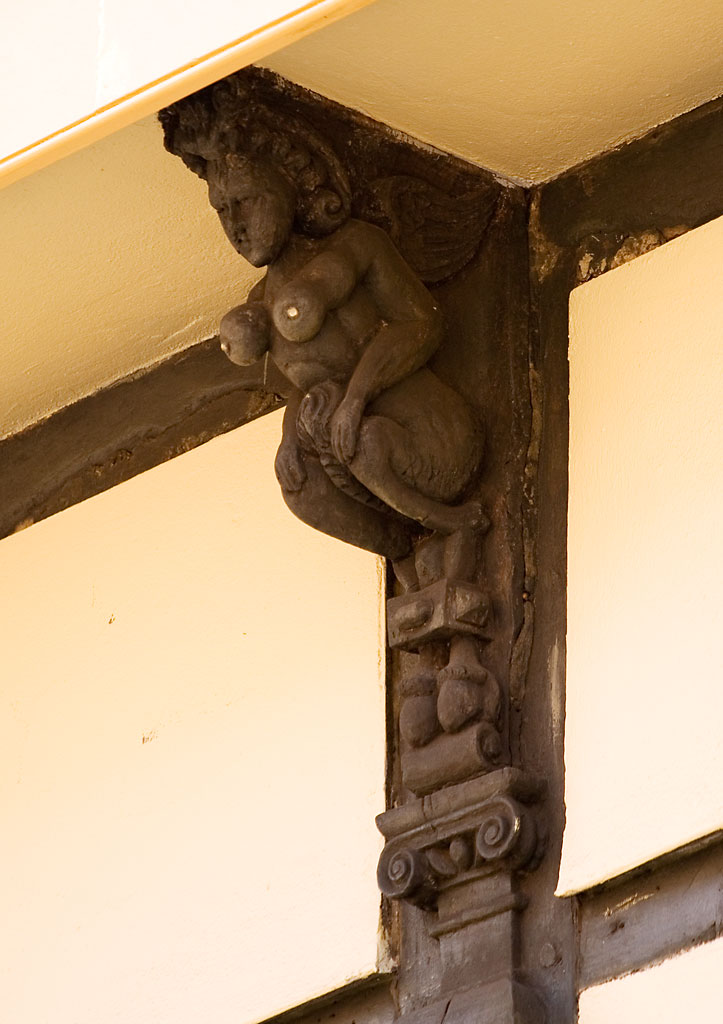
サキュバスを表す16世紀の彫刻

サキュバスまたはサッキュバス（英: Succubus、英語: [ˈsʌkjʊbəs]）は、性行為を通じて男性を誘惑するために、女性の形で夢の中に現れる（中世の伝説にまで遡る）民間伝承における超自然的存在。邦訳は女夢魔（おんなむま）または女淫魔（おんないんま）。男性型はインキュバスである。

## 概要
キリスト教の教義ではサキュバスは悪魔扱いで、天使や悪魔は実体を持たない霊的存在であるとされるため夢魔とされたのだが、後にサキュバスは夢の中に出現せずに肉体を持った状態で登場することが多くなった。その肉体的な正体に関しては、悪魔であるので「死体を利用して憑依している」「魔的な方法でセックス用の肉体を構築している」「やはり霊体であり、性交時の肉体だと思っているのは幻覚である」との説。また、17世紀イタリアの神学者ルドヴィコ・マリア・シニストラリ（1622年 – 1701年）は著書にて、「インキュバス・サキュバスは悪魔ではなく、人間とは別の種類の理性的な動物」としている。
宗教的な伝承においては、サキュバスとの繰り返しの性行為は健康や精神状態の悪化、あるいは死をももたらすと考えられている。現代の表現ではしばしば非常に魅力的な誘惑者または魅惑的女性として描写される。一方、過去にはサキュバスは一般的に恐ろしいもの、悪魔的なものとして描かれていた。
サキュバスの容姿に関しては魅力的で美しい女性であると言われるが、これは「幻影や魅了でそう思わせているだけで、実体は醜い」との説もある。また、男性形のインキュバスとは表裏一体で、サキュバスの姿で男性から精液を採取し、それをインキュバスに変身後に女性へと注いで望まぬ妊娠をさせる存在とトマス・アクィナスは『神学大全』で記述しており、両性具有の同一者であるとも言われている。

## 語源

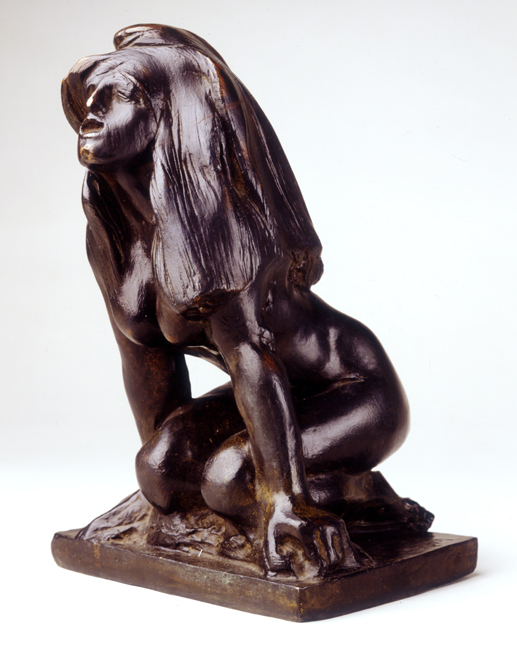
『サキュバス』オーギュスト・ロダンの彫像

この名前は、後期ラテン語で「（不倫の相手としての）愛人、恋人」を指す「succuba」に由来している。美女の姿をした魔物が狙った男を甘美な夢で誘惑し、相手がそれに屈すると人体の限界を超えた"快楽"を与え、絶命させるという。また、ラテン語の「succubare」から来ているとの説もあり、これは性交時の体位で「下に寝る者」との意味。「サキュバス」という名前は、14世紀後半に成立したものである。英語のsuccubusは後期ラテン語succubaをincubusに倣って変形したものである。

## 民間伝承

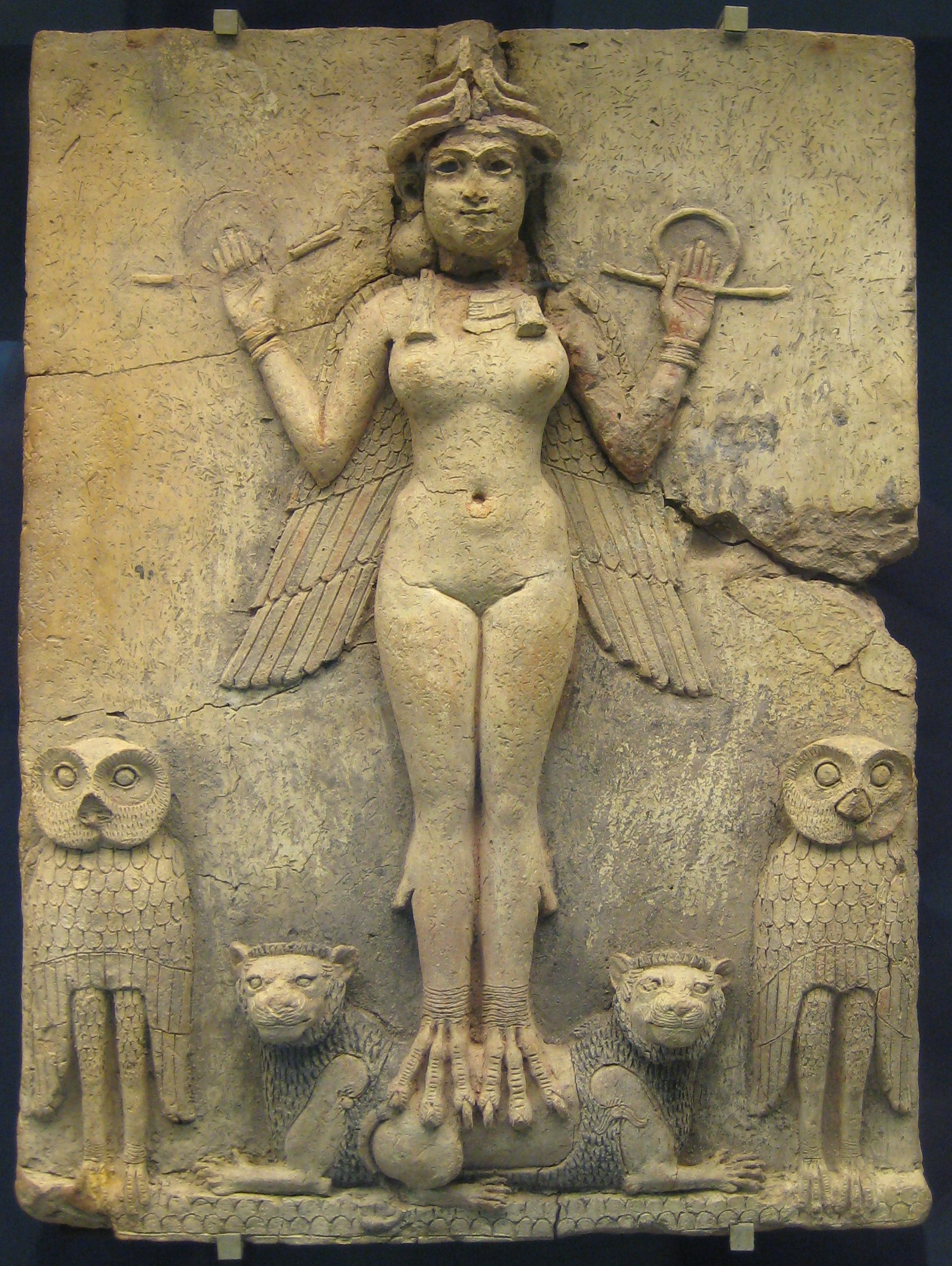
『バーニーの浮彫』ヘンリ・フランクフォートなどによって、モンタギュー・サマーズが「サキュバスの女王」と表現したリリスと解釈されることもある、バビロン第1王朝時代の有翼の彫像。ラシはリリスは人間の顔と翼を持っていると述べている。

ゾーハルとベン・シラのアルファベットによれば、リリスはアダムの最初の妻であり、後にサキュバスとなった。モンタギュー・サマーズによると、ヨーハン・ヴァイヤーはリリスはサキュバスを率いる王女だと考えていた。リリスはアダムのもとを去り、大天使のサマエルと一緒になるとエデンの園に戻ることを拒否した。
カバラによると、大天使サマエルとつがったサキュバスは4人いた。リリス、エイシェト・ゼヌニム、アグラット・バット・マハラト、ナアマの元は悪魔の女王だった4人である。
サキュバスは美しく若い少女の形を取るかもしれないが、より綿密な検証では、彼女の体に鳥のような爪や蛇の尾のような異形を発見するかもしれない。
民間伝承はまた、サキュバスに性的挿入する行為は氷の洞窟に入るのと同じようだと記述しており、またサキュバスは、外陰部から尿やその他の体液が垂れ下がる不快感を軽減するために、男性にクンニリングスを行うように強要するとの報告がある。後の民話ではサキュバスはセイレーンの形を取った。パラケルススは、メリュジーヌはサキュバスであるという見解を持っていた。
サキュバスに襲われた男性は、いわゆる夢精をした状態となり、夢精はサキュバスの仕業と信じられていた。
また、一部の地方では「枕元に牛乳があると、サキュバスはそれを精液と間違えて持ってゆく」と言われ、悪魔よけに小皿一杯の牛乳を枕元に置いて眠るという風習があった。

## 歴史・研究史

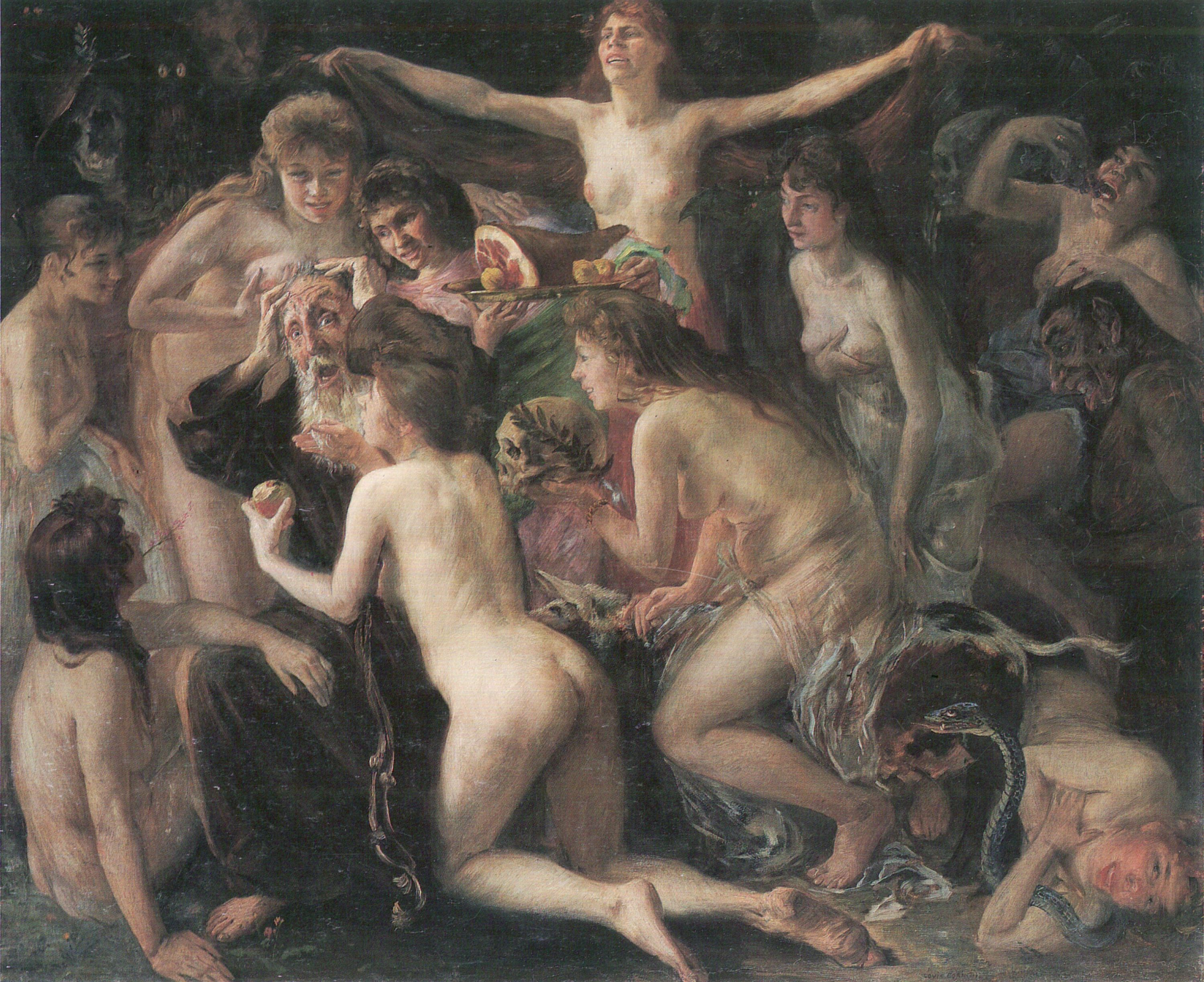
ロヴィス・コリント『聖アントワーヌの誘惑』悪魔たちはサキュバスを使って聖アントワーヌを誘惑しようとした。

歴史において、ハニナ・ベン・ドーサやアバイエを含む司祭とラビは、人間に対するサキュバスの力を抑止しようとした。しかし、全てのサキュバスが悪意を持っていたわけではない。
ウォルター・マップの『宮廷人の閑話』によると、教皇シルウェステル2世（999年 - 1003年）は、メリディアナと呼ばれるサキュバスと関係したことが彼がカトリック教会で昇進することの助けになったと言われている。死ぬ前に彼は罪を告白し、悔い改めて死んだ。13世紀にアルベルトゥス・マグヌスは「夜間サキュバスに襲われることなく、男が眠ることはほとんどできない場所があった」と記述している。
シチリア王ルッジェーロ2世の治世下、月明りの下で水浴びをしていた若い男性は、溺れている美しい女性を救出した。彼は彼女を好きになり、結婚して子供を作ったが、女性と子供はその後姿を消した。人々は女性はサキュバスだったと考えた。
ジョヴァンニ・フランチェスコ・ピコ・デラ・ミランドラ（1470年 - 1533年）は、姉とも寝たことがあるほどの女性経験がある男がアルメリナと名乗るサキュバスから今までにない快楽を与えられ、夢中になっていると述べている。
スコットランド王ジェームズ6世（イングランド王ジェームズ1世）は著書『デモノロジー』でサキュバスに言及している。ニコラ・レミ（1530年 - 1616年）によると、サキュバスのアブラヘルを抱きしめたペトローン・アルメンテリウスは、四肢が硬直した。また、ヘンネツェルという男に近付いたシュヴァルツブルクという名のサキュバスの中は、氷のように冷たい空洞（speculum）であり、ヘンネツェルは絶頂にも至ることなく彼女から離れざるを得なかった。
ルドヴィコ・マリア・シニストラリは、著書『悪魔姦、あるいはインクブスとスクブスについて』でサキュバスの説話を二例挙げている。一つ目はメニプス・リシアスの例で、彼と同居していた女は床上手で、リシアスは骨抜きにされていた。ついには彼女との結婚を承諾し、披露宴を行うが、出席していた哲学者の一人が女の正体はエンプーサでありサキュバスであると見破った。すると花嫁は金切り声をあげて泣き叫びながら姿を消した。もう一つは、スコットランドの若者の例で、その若者は部屋や窓を完全に閉じていたにもかかわらず、何か月にもわたって美しいサキュバスの訪問を受けていた。サキュバスは寝室へやって来ては甘い言葉を囁き、姦淫を犯すよう誘惑した。しかし、貞潔な若者の心を変えることはついに出来なかった。
1462年、イタリアのボローニャで、ある男性がサキュバスばかりの売春宿を経営していた罪で処刑された。
1486年にハインリヒ・クラーマー（1430年 - 1505年）によって書かれた『魔女に与える鉄槌』によると、コブレンツでは、ある男が妻と友人の前でサキュバスと性交することを強制された。その情事は三回続けて行われたが、サキュバスは更に続行することを望み、男は疲れ果てて倒れた。ピエール・ラ・パリュは、悪魔は死んだ男の体からも精液を搾り取ると述べている。
バンベルク魔女裁判の犠牲者であるヨハネス・ユニウス（1573年 - 1628年）は、フィクセンという名のサキュバスを悪魔から与えられ、サキュバスの指示に従い性交した罪などで処刑された。

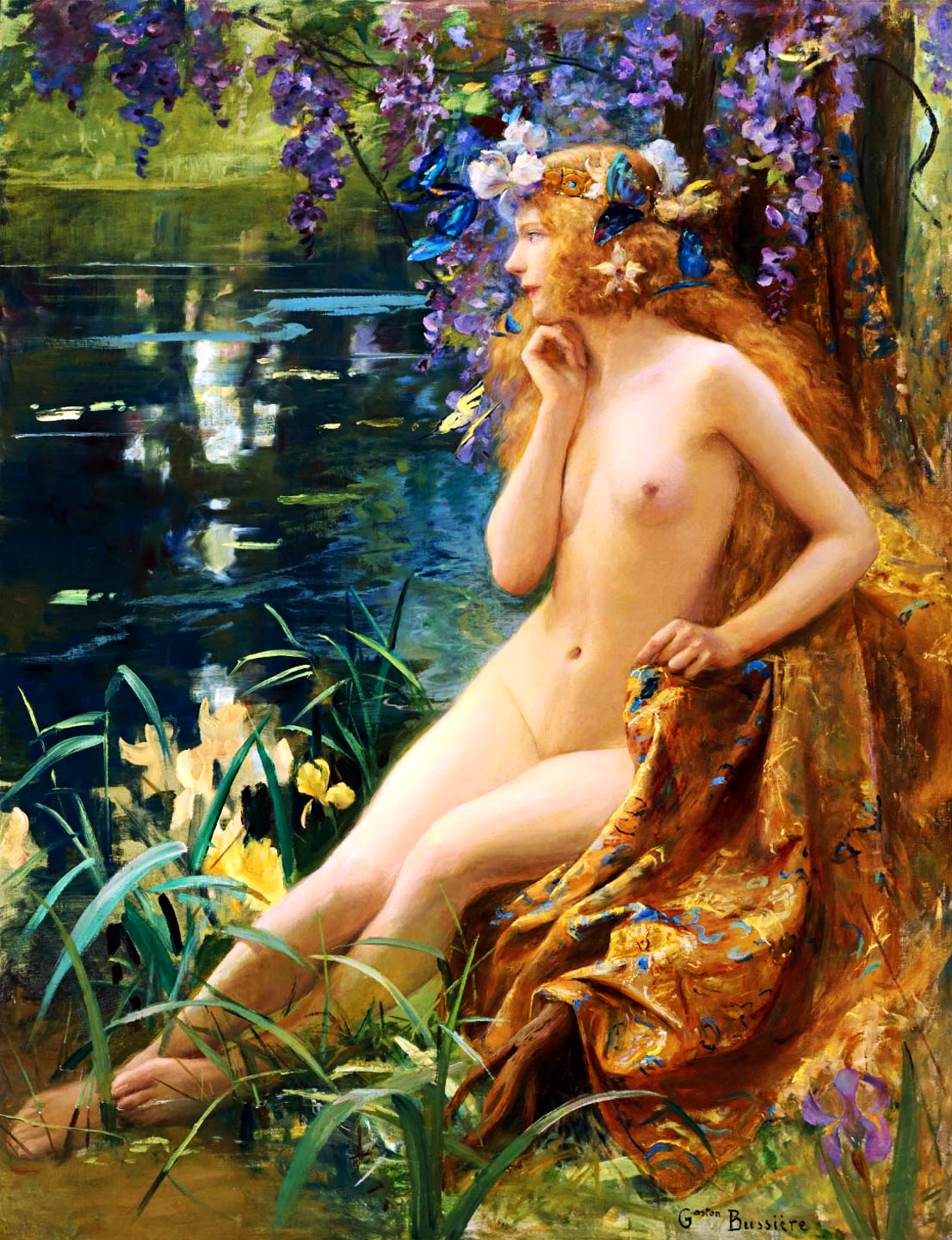
フランシス・バレットはサキュバスは森に棲むニュンペーだと考えた。ガストン・ビュシエール画

フランシス・バレットはサキュバスは森に棲むニュンペーだと考えていた。アーサー・エドワード・ウェイトは、アスタルトを女神サキュバス（goddess succubus）と表現した。
ジョリス＝カルル・ユイスマンスは新しい小説の創作のため、悪魔について博識と名高い司祭のジョゼフ＝アントワーヌ・ブーランにサキュバスの資料を提供するよう求めた。ユイスマンスはジャン・ボダンやシニストラリが書いた文献ではそれについて知るのに不十分と批判していた。ブーランは自分は誰よりもサキュバスについての情報を持っていると自信を示し、ユイスマンスの申し出を承諾した。ブーランによると、悪魔や死者の降霊の際に使用される「流体」という物質が存在し、サキュバスは死者に「流体」で作った体を纏わせ、それを犠牲者の下に届けるという。この場合、死者は地上で土に還った元の体ではなく、「流体」で作られた新しい体で現れる。別の場合だと、サキュバス自身が「汚物」から立ち上る「流体」を用いて人間の体を得る。サキュバスはこのように「流体」で作った人間の体を使って生身の人間と交接する。ユイスマンスはブーランからの情報を受け取り、『彼方』の中でサキュバスの正体は悪魔ではなく魔術師によって呼び出された死者の霊だと主張する登場人物を描いた。ユイスマンスはブーランのことをアリージュ・プランスに送った手紙の中で「サキュバスを呼び出す神父」と表現した。
アレクセイ・ニコラエヴィチ・マスロフは、サキュバスを人の精神を支配する手段として肉体の破壊を試みる「女性の姿をした悪魔」と記述している。
マンリー・P・ホールは、パラケルススを引用し、サキュバスは邪悪な感情などの負のアストラル体に依存して生存している寄生生物だと述べた。
フランセス・カーは、夫がサキュバスと通じていたことが原因で離婚したという。
心理学者のスタン・グーチは自身がサキュバスに遭遇した体験について語っているが、彼の話によると、サキュバスは自身が今までに出会ってきた女性が合成されたような存在だったという。しかし、自身の記憶に一切ない要素もその存在に備わっており、サキュバスは彼の記憶によって立脚している部分があるにもかかわらず、想像のみによって作り上げられた存在ではなく、本質的に独立した存在であることが分かったと述べている。その後、彼はサキュバスと性交渉を結んだというが、その行為は非常に快いものであり、部分的には現実の女性との性交渉の快楽を上回っていたと述べている。
ジェフリー・バートン・ラッセルによると、サキュバスが男を誘惑するのは自身の快楽のためではなく、相手を辱めて堕落させるためであるという。T・F・ティスルトン＝ダイヤーも、サキュバスは人の純潔さを失わせることを目的に地上を歩き回っているとした。
ジャン・マルカルはリリートゥないしアルダト・リリーはサキュバスであると述べている。彼によるとリリートゥは乳房に乳がない処女のサキュバスであり、「性交をせずに男と性関係を持つ」という逆説的な存在だという見解を示している。『ソロモンの遺訓』に記述されている女悪魔オノスケリスは、サキュバスの一種とされることがある。

## 生殖能力
カバラとラシュバによると、リリスを除く3人の元悪魔の女王、アグラット・バット・マハラト、ナアマ、エイシェト・ゼヌニムは子供を産んでいる。他の伝説によると、リリスの子供たちはリリンと呼ばれている。
『魔女に与える鉄槌』によると、サキュバスは自分の誘惑する男性から精液を集め、その後、インキュバスまたは男性の悪魔が、人間の女性に性的挿入する際に精液を使用することで、悪魔は明らかに生殖できないという伝統的な考えがあったにもかかわらず、子供を儲けることができると説明している。そのように生まれた子供たち – カンビオン –は、生まれながらに異形なもの、あるいは超自然的な影響を受けやすいものとされていた。この本は、人間の男性の精液を注入された人間の女性が産んだ子が人間ではない理由については触れていないが、精液が女性に注入される前に変更されている可能性があると説明することができる。しかし、自然に反した懐妊であったがために子供は異形に生まれるという伝承もある。ポール・ケーラスは、このような方法で産まれたサキュバスに相手をされた男の子供は、魔的な影響により普通の子供よりずる賢くなると述べている。
ルイス・スペンスの『オカルティズムと超心理学の百科事典』は、サキュバスは直接子供を産むことができ、前述の人間の男性の精液を別の人間の女性に注入するというプロセスを経る必要はないとしている。

## 科学的説明
医学の分野では、サキュバスとの出会いに関する話は、宇宙人による誘拐を報告する人々が金縛りにあっているという現代における現象と類似しているとの考えがある。したがって、サキュバスとの出会いを経験している人々の歴史的な説明は、おそらく金縛りの症状であり、その時代背景の文化に基づいた幻覚である可能性があることが示唆されている。

## フィクション

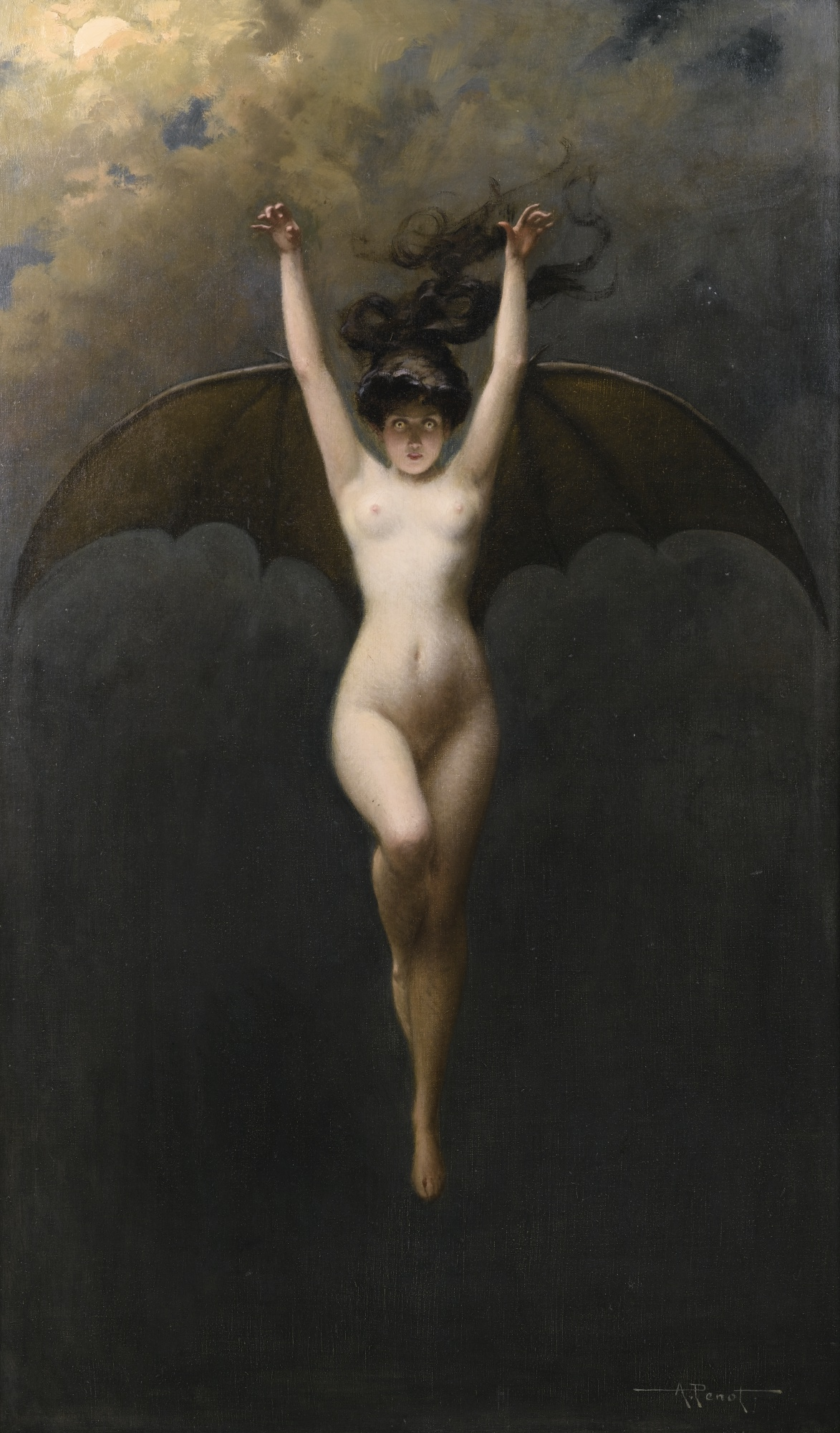
サキュバスを連想させる『蝙蝠女』（アルベール・ジョゼフ・ペノー）

歴史を通じてサキュバスは音楽、文学、映画、テレビ、そして特にビデオゲームやマンガ・アニメにおいてありふれたキャラクターである。
現代フィクションでの典型的なサキュバスは、ビキニ（ビキニアーマー）やスリングショット、ノースリーブ・レオタードなど露出度の高い煽情的な格好をした女性、もしくはインキュバスを兼ねる両性具有であり、頭部に角、背中にコウモリのような翼、尻に鏃のようなスペード型の先端を持つ尻尾がそれぞれ生えている悪魔的な姿であることが多い。しかし、これらのパーツは必然ではなく、角や尻尾が欠けている（翼は欠けることが少ない）、任意で自在に出し入れできるといった設定も多い。
エミリー・マーフィは、『パインの種』でアダムの最初の妻リリスを「サキュバスの女王」と表現した。ラルフ・アダムス・クラムは、サキュバスを巨人の力を持ち、ゼリー状の不定形な死んだコウイカを思わせるような濡れた氷のような口で、必死の抵抗を試みる犠牲者が窒息するまで口吸いし続ける、極度の恐怖を呼び起こす怪物として描写している。ハワード・フィリップス・ラヴクラフトの『レッド・フックの恐怖』では、サキュバスは魔術の女神ヘカテーを崇拝していた。
『妖精事典 異世界からの訪問者』で著者の篠崎砂美は、日本では『ウィザードリィ』がサキュバスのキャラクターイメージを一般的に持ち込んだとされ、特に1987年にファミリーコンピュータ版『ウィザードリィ』のモンスターデザインを担当した末弥純のデザインが秀逸だったため、海外へ逆輸入に近い形でこのデザインが広まったとの説を唱えている。そして上記のようなコウモリの翼を持ち、煽情的な衣装をまとった現代フィクションの典型的サキュバス像（それまでの視覚イメージで登場する伝統的サキュバスは、翼は必須ではなく一糸まとわぬ裸体が基本だった）は、その後登場したコンピュータゲーム『ディアブロ』や『ヴァンパイア』シリーズのサキュバス像にも影響を与えていると指摘している。
能力的には幻覚や淫夢を見せたり、魔眼や体液に含まれるフェロモンのような催淫成分を周囲に蒸散させたり、淫気を増大させて対象を魅了するサキュバスが多く、たいていは対象の性欲増大と同時に精子製造能力をブーストさせて大量製造させ、それを搾精して犠牲者を死に至らしめる力を有している。しかし、夢魔的なサキュバスの中には性交せずにエナジードレインと言う形で、キスなどで接触相手の精力（生命力）や経験、ロールプレイングゲームで言うところのレベルを奪うタイプもいる。
中には己の姿を隠す、または性交の場を用意するための結界を張れたり、瞬間移動や次元転移のような移動能力に優れたサキュバスもおり、攻撃魔法や治癒魔法のような魔術を駆使する、魔法的才能に優れた者もいる。